# 何伟 (医生)
何伟（1960年—），中国大陆眼科医师，中国农工民主党辽宁省委员会委员。何氏眼科集团、辽宁何氏医学院创始人。第十一届、十二届、十三届全国政协委员。

## 生平
1987年，何伟被公派到日本九州大学攻读眼科博士。1989年，随导师松井孝夫组织的国际义诊团到中国抚顺义诊，期间遇到一对爷孙下跪求医，产生回国创建眼科医院的想法。
1995年，与其弟何向东创建何氏眼科。
2008年，当选第十一届全国政协委员，代表医药卫生界，分入第四十五组。